# Collongues, Hautes-Pyrénées
Collongues är en kommun i departementet Hautes-Pyrénées i regionen Occitanien i sydvästra Frankrike. Kommunen ligger i kantonen Pouyastruc som tillhör arrondissementet Tarbes. År 2022 hade Collongues 152 invånare.

## Befolkningsutveckling
Antalet invånare i kommunen Collongues
| Referens: INSEE |